# Jagdgeschwader 433
Das Jagdgeschwader 433 war ein Verband der Luftwaffe der Wehrmacht vor dem Zweiten Weltkrieg.

## Geschichte
Die I. Gruppe des Jagdgeschwaders 433 bildete sich am 1. November 1938 aus Teilen der I./Jagdgeschwader 333, der I./Jagdgeschwader 334, der I./Jagdgeschwader 233 und der II./Jagdgeschwader 334 in Ingolstadt-Manching (Lage). Ab dem 20. März 1939 war Böblingen (Lage) die Heimatbasis. Ein Geschwaderstab oder weitere Gruppen existierten nicht. Die I. Gruppe war anfangs mit der Messerschmitt Bf 109D, später mit der Bf 109E ausgestattet.
Am 1. Mai 1939 trat das neue Benennungsschema der Luftwaffe in Kraft. Aufgrund dessen firmierte die I. Gruppe in die I. Gruppe des Jagdgeschwaders 52 um. Damit hatte das Geschwader aufgehört zu bestehen.

## Gruppenkommandeure
I. Gruppe
- Hauptmann Dietrich Graf von Pfeil und Klein-Ellguth, 1. November 1938 bis 1. Mai 1939[4]